# Russ Tamblyn
Russell Irving "Russ" Tamblyn (født 30. december 1934) er en amerikansk skuespiller og danser som fik sit store gennembrud på film i 1961 da han spillede rollen som bandelederen Riff i den kendte musical West Side Story. Han er for et yngre publikum sandsynligvis mest kendt fra rollen som den excentriske psykolog Dr. Lawrence Jacoby i den amerikanske kultserie Twin Peaks.
Tamblyn blev født i Los Angeles som søn af skuespilleren Eddie Tamblyn (f. 1907 – d. 1957). 

## Karriere
Tamblyn filmdebuterede i 1948 via en lille birolle i Drengen med det grønne hår og havde året efter en mere central rolle i det historiske drama Samson og Dalila. I 1950 havde han rollen som den yngre udgave af Bart Tare i Gun Crazy (også kendt som Deadly Is the Female). Hans atletiske og akrobatiske evner førte til at han i 1954 fik rollen som Gideon, den yngste af brødrene i filmmusicalen Syv brude til syv brødre. Efter flere filmmusicaler fik han i 1961 rollen som bandelederen Riff i den verdenskendte filmmusical West Side Story. Han markerede sig også i drama, blandt andet i Når man er ung fra 1957 – som førte til en Oscar-nomination. I 1960 spillede han rollen som The Cherokee Kid i westernfilmen Cimarron, med Glenn Ford i hovedrollen, og i 1962 medvirkede han i den kendte westernfilm Vi vandt vesten. I 1963 havde han en central rolle i skrækthrilleren Spøgeriet på Hill House.
Fra midten af 1960'erne havde Tamblyn roller i en række skrækprægede lavbudgetfilm, blandt andet Satan's Sadists (1969), Dracula vs. Frankenstein (1971), Black Heat (1976), og Necromancer (1988). Men også i mere seriøse film såsom dramakomedien Human Highway fra 1982.
Tamblyns karriere nåede nye højder da han i 1990 fik rollen som den excentriske psykolog Dr. Lawrence Jacoby i den amerikanske kultserie Twin Peaks (1990-91). 
Tamblyn har haft mindre notable roller efter Twin Peaks, men det kan nævnes at han i 1999 havde flere optrædener i serien Horton-sagaen. I 2000 havde han to specielle gæsteoptrædener i sæbeserien General Hospital hvor han spillede rollen som Doctor Jacoby, samme karakter som i Twin Peaks. Han har ellers haft gæsteoptrædener i kendte serier som blandt andet Gunsmoke (1965), The Life and Times of Grizzly Adams (1978), Fame (1986-87), Nero Wolfe (1981) og Nash Bridges (1997). Han havde tre gæsteoptrædener i serien Joan of Arcadia, som er hans foreløbige sidste optræden på tv. Han havde sin sidste filmoptræden i 2000.

## Priser
I 1956 vandt Russ Tamblyn en Golden Globe i kategorien mest lovende nykommer. 
I 1958 blev Tamblyn nomineret til en Oscar og i 1959 en Golden Laurel.

## Personlige forhold
Tamblyn har været gift tre gange og har to børn fra sit første og et fra sit tredje ægteskab, blandt andet den prisbelønnede skuespillerinde Amber Tamblyn. Han er bror til musikeren Larry Tamblyn.